# جدول آلبوم‌های اوریکون
جدول آلبوم‌های اوریکون (انگلیسی: Oricon Albums Chart) جدول محبوبیت آلبوم‌های استاندارد صنعت موسیقی ژاپن است که هر روز، هفتگی، ماهانه و سالانه توسط اوریکون صادر می‌شود. رتبه‌بندی جدول‌ها در ۵ اکتبر ۱۹۸۷ تأسیس شده و براساس فروش فیزیکی آلبوم‌ها است. اوریکان تا ۱۹ نوامبر ۲۰۱۶ در زمان ایجاد جدول آلبوم‌های دیجیتال، شامل فروش بارگیری نبود.
رتبه‌بندی جدول‌ها هر سه شنبه به سبک اوریکان استایل در وب سایت رسمی اوریکان منتشر می‌شوند. هر دوشنبه، اوریکان داده‌ها را از رسانه‌ها دریافت می‌کند، اما داده‌های مربوط به کالاهای فروخته شده از طریق کانال‌های خاص نمی‌تواند در جدول‌ها قرار بگیرد.